# Выборы в Конституционное собрание в Гватемале (1944)
Выборы в Конституционное собрание в Гватемале проходили с 28 по 30 декабря 1944 года. Выборы были организованы согласно декрету хунты. Голосование прошло мирно. В результате большинство получили аревалисты с 50 из 65 мест Конституционного собрания.